# Parafia Narodzenia Najświętszej Maryi Panny w Komorowie (powiat pruszkowski)
Parafia Narodzenia Najświętszej Maryi Panny w Komorowie – rzymskokatolicka parafia należąca do dekanatu pruszkowskiego, archidiecezji warszawskiej, metropolii warszawskiej Kościoła katolickiego, w Komorowie.

## Historia
Parafia została erygowana w 1958 dekretem prymasa Polski Stefana Wyszyńskiego. 
Obecny kościół parafialny wzniesiono w latach 1948–1952.